# Dazimo
Dazimo (em grego: Δαζιμῶν) foi um sítio da região do Ponto, provavelmente situado na moderna vila turca de Dazmana, acima do rio Íris e a leste de Amaseia, na borda de uma extensa planície. Sua primeira menção ocorre em 375. Tornou-se importante durante as guerras bizantino-árabes, quando sua planície circundante, uma propriedade imperial desde o final do século VI, formou um aplecto, onde as tropas do Tema Armeníaco reuniam-se com o imperador bizantino em campanhas para o Oriente. Em 838, foi palco duma batalha entre o imperador Teófilo (r. 829–842) e as forças abássidas lideradas por Caidar ibne Cavus Alafexim.